# Burnie
Burnie est une ville portuaire sur la côte nord de la Tasmanie en Australie à 47 kilomètres de Devonport et à 296 de Hobart. En 2005, elle compte 19 160 habitants.

## Histoire
Créée en 1827 sous le nom d'Emu Bay, la ville prit le nom de Burnie au début des années 1840 en l'honneur de William Burnie — un directeur de la « Van Diemen's Land Company » société chargée de mettre l'île en valeur.

## Éducation
Burnie abrite le « Cradle Coast Campus » de l'université de Tasmanie et le « Hellyer College ».

## Économie
L'économie de la ville repose sur la fabrication de papier, la mécanique, l'industrie fromagère et l'agriculture. Le port qui est le port de Tasmanie le plus proche de Melbourne est le cinquième port à conteneurs d'Australie et le premier de Tasmanie.

## Transports
Burnie possède un aéroport situé dans la ville proche de Wynyard (code AITA : BWT).
Burnie est en relation avec Devonport par la Four Lane Bass Highway et a aussi une liaison ferroviaire de transport de fret. Burnie est aussi en contact avec la côte ouest de la Tasmanie par la Murchison Highway.
La compagnie de bus Metro Tasmania s'occupe du transport autour de la ville et ses banlieues. La compagnie Redline Coaches fournit quant à elle des transports vers plusieurs villes de l'île et notamment Hobart.

## Climat
La température moyenne en été varie de 12,5 à 21 °C, en hiver de 6  à   13 °C. Les précipitations annuelles atteignent près d'un mètre (994 mm).
| Mois                              | jan. | fév. | mars | avril | mai  | juin  | jui.  | août  | sep. | oct. | nov. | déc. | année |
| --------------------------------- | ---- | ---- | ---- | ----- | ---- | ----- | ----- | ----- | ---- | ---- | ---- | ---- | ----- |
| Température minimale moyenne (°C) | 12,6 | 13,2 | 12   | 9,9   | 8,3  | 6,7   | 5,9   | 6,1   | 6,8  | 8    | 9,6  | 11,1 | 9,2   |
| Température maximale moyenne (°C) | 21   | 21,2 | 20   | 17,7  | 15,3 | 13,4  | 12,7  | 13,1  | 14,3 | 15,9 | 17,7 | 19,4 | 16,8  |
| Précipitations (mm)               | 43,2 | 45,5 | 49,5 | 74,8  | 94,9 | 103,6 | 125,2 | 110,5 | 87,4 | 87,5 | 68   | 65,1 | 956,2 |

## Sport
Le Football australien est très pratiqué à Burnie. L'équipe locale s'appelle la Burnie Dockers Football Club et évolue dans la Tasmanian State League.
Le rugby à XV est aussi pratiqué, l'équipe locale s'appelle la Burnie Rugby Union Club surnommée « The Mighty Emus ». Le club existe depuis 1953 mais a dû renoncer à participer à toute compétition à l'échelle de l'État de Tasmanie à la fin des années 1980. Leur terrain se situe au Parc du Complexe Sportif de McKenna sur la « 3 Mile Line Road » au sud de la ville.

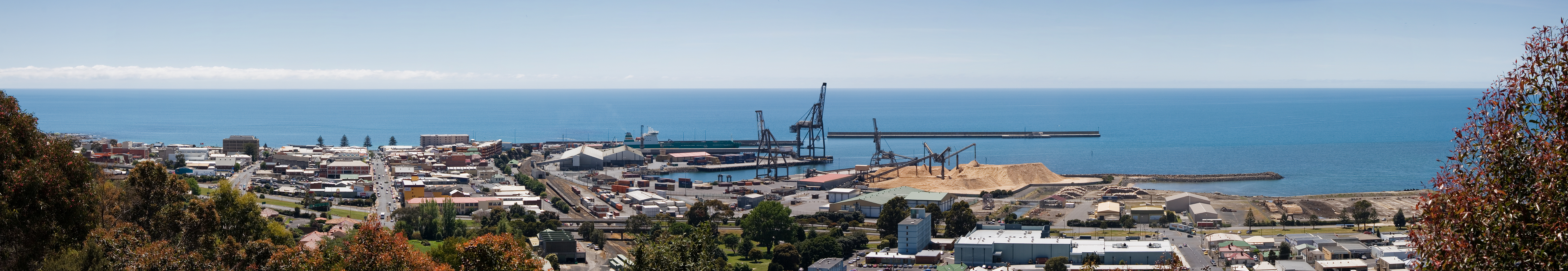
Le centre-ville et le port.